# Calhetas
Calhetas ist die kleinste Gemeinde, portugiesisch Freguesia, im Kreis (Municipio) Ribeira Grande im Norden der Azoren-Insel São Miguel.
Die Gemeinde zählt auf 4,7 km² 910 (Stand 19. April 2021) Einwohner, das sind 193,7 Einwohner/km², und liegt etwa 2 Kilometer westlich der Bezirkshauptstadt. In der Gemeinde gibt es eine Schule, ein Gymnasium, eine Kirche und eine Praça, einen Kirch- und Ratsplatz.

## Belege
1. ↑  www.ine.pt – Indikator Resident population by Place of residence and Sex; Decennial in der Datenbank des Instituto Nacional de Estatística
2. ↑  Übersicht über Code-Zuordnungen von Freguesias auf epp.eurostat.ec.europa.eu